# Filipijnse dayallijster
De Filipijnse dayallijster (Copsychus mindanensis) is een vogelsoort uit de familie van de vliegenvangers.

## Taxonomie
Uitgebreid DNA-onderzoek heeft aangetoond dat deze soort inderdaad nauw verwant is aan de Aziatische (gewone) dayallijster (C. saularis). Samen met de madagaskardayallijster (C. albospecularis) en de seychellenlijster (C. sechellarum) vormen zij een groep van verwante soorten binnen dit geslacht en hieruit blijkt bovendien dat de soortstatus voor de Filipijnse dayallijster verdedigbaar is.

## Verspreiding en leefgebied
Deze soort dayallijster komt voor op de Filipijnen. Vaak wordt de soort nog beschouwd als ondersoort van de (gewone) dayallijster: C. saularis mindanensis.